# روني أبراهام
روني أبراهام ( من مواليد 6 سبتمبر 1951) هو أكاديمي فرنسي وممارس في مجال القانون الدولي العام انتخب لعضوية محكمة العدل الدولية، لملء المنصب الشاغر الذي خلفته استقالة القاضي والرئيس السابق جيلبرت غيوم. خدم ما تبقى من فترة غيوم التي انتهت في 5 فبراير 2009، وأُعيد انتخابه لفترة تمتد حتى عام 2018.

## سيرته الشخصية
ولد أبراهام في 5 سبتمبر 1951 في الإسكندرية، بمصر. حصل على شهادته في الدراسات المتقدمة في القانون العام من جامعة بانثيون السوربون، وهو من خريجي المدرسة الوطنية للإدارة وقاد مسيرة مهنية متميزة تميزت بالعديد من المناصب الأكاديمية والقضائية، والتي تشمل:
- قاضي المحكمة الإدارية (1978-1985 و1987-1988)

مساعد مدير مكتب الشؤون القانونية بوزارة الخارجية (1986-1987)
- في مجلس الدولة،
  - أستاذ الطلبات (1988–2000)
  - مستشار الدولة (منذ عام 2000)
- مفوض الحكومة داخل النظام القضائي (1989-1998).
- مدير الشؤون القانونية بوزارة الخارجية (منذ أكتوبر 1998).
- أستاذ في جامعة بانثيون-أساس (منذ 2004)

بصفته رئيسًا لمكتب الشؤون القانونية بوزارة الخارجية منذ عام 1998، عمل مستشارًا قانونيًا للحكومة في مجالات القانون الدولي العام ، وقانون الاتحاد الأوروبي، والقانون الدولي لحقوق الإنسان، وقانون البحار والقوانين. على القطب الجنوبي.
منذ عام 1998، كان ممثلاً لفرنسا في العديد من القضايا أمام المحاكم الدولية والأوروبية.